# Kamen (Chorwacja)
Kamen – wieś w Chorwacji, w żupanii splicko-dalmatyńskiej, w mieście Split. W 2011 roku liczyła 1769 mieszkańców.